# ۱۰۰۰ مایل سیبرینگ ۲۰۲۲

نقشه مسیر یست بین‌المللی سیبرینگ

۱۰۰۰ مایل سبرینگ ۲۰۲۲ یک رویداد مسابقه اتومبیلرانی خودروهای اسپرت استقامتی بود که در تاریخ ۱۸ مارس ۲۰۲۲ به عنوان مسابقه افتتاحیه فصل ۲۰۲۲ مسابقات جهانی استقامتی برگزار شد. این مسابقه دومین رویداد برگزار شده با نام ۱۰۰۰ مایل سیبرینگ بود، یک رویداد ۲۶۸ دوری یا ۸ ساعت (هر کدام که اول اتفاق بیافتد) اولین بار از زمان ۱۰۰۰ مایل سیبرینگ ۲۰۱۹ پس از اینکه مسابقات ۲۰۲۰ و ۲۰۲۱، این رویداد به دلیل توسط دنیاگیری کووید-۱۹ لغو شده بود، برگزار شد.

## پس زمینه
تقویم موقت مسابقات جهانی استقامت FIA 2022 در اوت ۲۰۲۱ منتشر شد که با بازگشت مسابقات سیبرینگ وفوجیiهمراه بود همچنین شاهد تغییرات اندکی نیز بود، مسابقات پورتیمائو و مسابقه دوم بحرین از این تقویم حذف شدند.

## لیست ورودی
لیست ورودی در ۹ مارس ۲۰۲۲ منتشر شد.

## تعیین خط
برندگان پول پوزیشن در هر کلاس با حروف پررنگ مشخص شده‌اند.
| Pos     | کلاس               | No. | تیم                       | زمان     | Gap     | Grid |
| ------- | ------------------ | --- | ------------------------- | -------- | ------- | ---- |
| 1       | هایپرکار           | ۳۶  | اتومبیلز آلپاین           | ۱:۴۷٫۴۰۷ | -       | ۱    |
| ۲       | هایپرکار           | ۷۰۸ | اسکودریا کامرون گلیکنهاوس | ۱:۴۸٫۴۷۱ | +۱٫۳۳۴  | ۲    |
| 3       | ال‌ام‌پی۲ پرو-اماتور | ۸۳  | ای‌اف کورسا                | ۱:۴۹٫۰۱۴ | +۱٫۶۰۷  | ۳    |
| ۴       | هایپرکار           | ۸   | تویوتا موتوراسپورت        | ۱:۴۹٫۲۱۷ | +۱٫۸۱۰  | ۴    |
| 5       | ال‌ام‌پی۲            | ۲۲  | یونایتد اتواسپورت یو‌اس    | ۱:۴۹٫۳۸۸ | +۱٫۹۸۱  | ۵    |
| ۶       | LMP2               | ۲۳  | یونایتد اتواسپورت یو‌اس    | ۱:۴۹٫۵۱۰ | +۲٫۱۰۳  | ۶    |
| ۷       | Hypercar           | ۷   | تویوتا موتوراسپورت        | ۱:۴۹٫۵۸۱ | +۲٫۱۷۴  | ۷    |
| ۸       | LMP2               | ۳۱  | دبلیو آرتی                | ۱:۴۹٫۶۷۰ | +۲٫۲۶۳  | ۸    |
| ۹       | LMP2               | ۴۱  | تیم مسابقه W              | ۱:۴۹٫۶۸۸ | +۲٫۲۸۱  | ۹    |
| ۱۰      | LMP2               | ۹   | تیم اورلن                 | ۱:۵۰٫۰۵۷ | +۲٫۶۵۰  | ۱۰   |
| ۱۱      | LMP2               | ۲۸  | جوتا اسپورت               | ۱:۵۰٫۱۷۸ | +۲٫۷۷۱  | ۱۱   |
| ۱۲      | LMP2               | ۳۸  | جوتا اسپورت               | ۱:۵۰٫۵۹۶ | +۳٫۱۸۹  | ۱۲   |
| ۱۳      | LMP2               | ۵   | تیم پنسکی                 | ۱:۵۰٫۶۲۹ | +۳٫۲۲۲  | ۱۳   |
| ۱۴      | LMP2               | ۱   | تیم مسابقه ریچارد میل     | ۱:۵۰٫۹۱۶ | +۳٫۵۰۹  | ۱۴   |
| ۱۵      | LMP2 Pro-Am        | ۳۵  | Ultimate                  | ۱:۵۰٫۹۵۴ | +۳٫۵۴۷  | ۱۵   |
| ۱۶      | LMP2               | ۱۰  | وکتور اسپرت               | ۱:۵۰٫۹۵۵ | +۳٫۵۴۸  | ۱۶   |
| ۱۷      | LMP2 Pro-Am        | ۴۴  | ای‌آرسی براتیسلاوا         | ۱:۵۱٫۱۸۲ | +۳٫۷۷۵  | ۱۷   |
| ۱۸      | LMP2 Pro-Am        | ۴۵  | Algarve Pro Racing        | ۱:۵۱٫۳۳۲ | +۳٫۹۲۵  | ۱۸   |
| 19      | LMGTE Pro          | ۹۲  | پورشه جی‌تی‌ تیم            | ۱:۵۷٫۲۳۳ | +۹٫۸۲۶  | ۱۹   |
| ۲۰      | LMGTE Pro          | ۹۱  | پورشه جی‌تی‌ تیم            | ۱:۵۷٫۳۸۳ | +۹٫۹۷۶  | ۲۰   |
| ۲۱      | LMGTE Pro          | ۶۴  | کوروت ریسینگ              | ۱:۵۷٫۶۹۶ | +۱۰٫۲۸۹ | ۲۱   |
| 22      | LMGTE Am           | ۳۳  | TF Sport                  | ۱:۵۹٫۲۰۴ | +۱۱٫۷۹۷ | ۲۲   |
| ۲۳      | LMGTE Pro          | ۵۱  | AF Corse                  | ۱:۵۹٫۲۹۹ | +۱۱٫۸۹۲ | ۲۳   |
| ۲۴      | LMGTE Pro          | ۵۲  | AF Corse                  | ۱:۵۹٫۳۸۸ | +۱۱٫۹۸۱ | ۲۴   |
| ۲۵      | LMGTE Am           | ۹۸  | Northwest AMR             | ۲:۰۰٫۵۷۰ | +۱۳٫۱۶۳ | ۲۵   |
| ۲۶      | LMGTE Am           | ۵۶  | Team Project 1            | ۲:۰۰٫۶۴۹ | +۱۳٫۲۴۲ | ۲۶   |
| ۲۷      | LMGTE Am           | ۸۵  | Iron Dames                | ۲:۰۱٫۱۴۰ | +۱۳٫۷۳۳ | ۲۷   |
| ۲۸      | LMGTE Am           | ۷۷۷ | D'Station Racing          | ۲:۰۱٫۳۷۹ | +۱۳٫۹۷۲ | ۲۸   |
| ۲۹      | LMGTE Am           | ۷۷  | Dempsey-Proton Racing     | ۲:۰۲٫۰۷۹ | +۱۴٫۶۷۲ | ۲۹   |
| ۳۰      | LMGTE Am           | ۵۴  | AF Corse                  | ۲:۰۲٫۲۶۴ | +۱۴٫۸۵۷ | ۳۰   |
| ۳۱      | LMGTE Am           | ۷۱  | Spirit of Race            | ۲:۰۲٫۸۰۰ | +۱۵٫۳۹۳ | ۳۱   |
| ۳۲      | LMGTE Am           | ۲۱  | AF Corse                  | ۲:۰۳٫۱۱۶ | +۱۵٫۷۰۹ | ۳۲   |
| ۳۳      | LMGTE Am           | ۸۸  | Dempsey-Proton Racing     | ۲:۰۳٫۵۶۰ | +۱۶٫۱۵۳ | ۳۳   |
| ۳۴      | LMGTE Am           | ۶۰  | Iron Lynx                 | ۲:۰۳٫۷۲۶ | +۱۶٫۳۱۹ | ۳۴   |
| ۳۵      | LMGTE Am           | ۴۶  | Team Project 1            | No Time  | —       | ۳۵   |
| ۳۶      | LMP2               | ۳۴  | Inter Europol Competition | No Time  | —       | ۳۶   |
| Source: |                    |     |                           |          |         |      |